# Stazione di Metz-Ville
La stazione di Metz-Ville (in francese Gare de Metz-Ville) è la principale stazione ferroviaria della città di Metz, in Francia.
Inaugurata nel 1908 dalla Direzione imperiale generale delle ferrovie di Alsazia-Lorena, ha sostituito l'antica stazione di Metz che era in servizio dal 1878. Il fabbricato viaggiatori, per le sue facciate e i tetti (escluso il tetto in vetro), il suo salone d'onore, il decoro dell'area ristoro e la sua sala partenze, è stato registrato come monumento storico a partire dal 15 gennaio 1975. Inoltre nel 2017 e nel 2018 la stazione è stata eletta come la più bella di Francia.
La stazione di Metz-Ville appartiene alla Società Nazionale delle Ferrovie Francesi (SNCF), ed è servita dai TGV e dai treni espressi regionali.

## Storia

### Contesto creativo

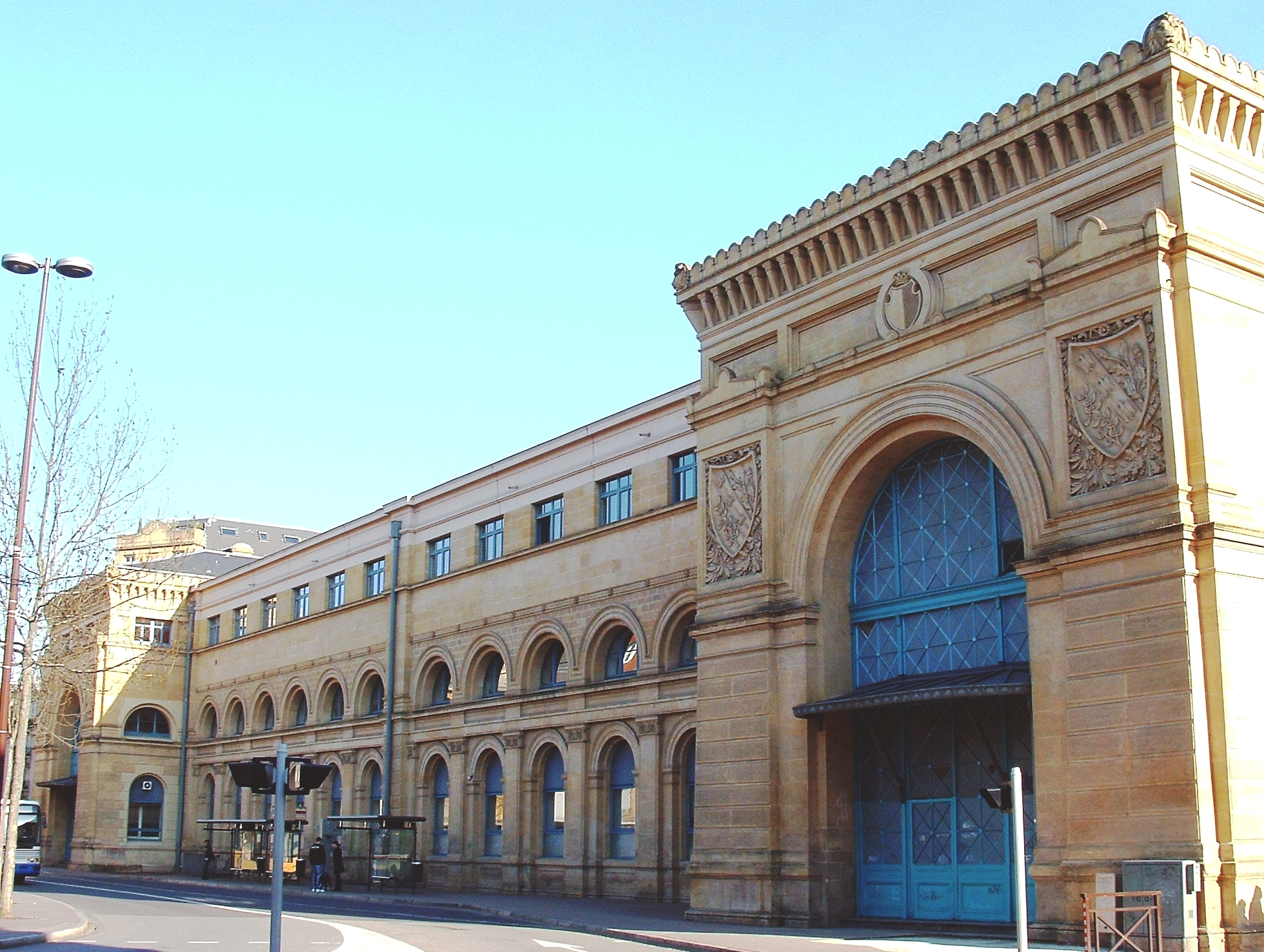
L'Antica stazione di Metz, risalente al 1878

Il servizio ferroviario di Metz, che nasce nel 1850, si articola attorno a tre stazioni che si succedono tra la seconda metà del XIX secolo e l'inizio del XX secolo. L'attuale stazione, attivata nel 1908, è di fatto la terza di Metz. La prima stazione della città, costruita provvisoriamente in legno, era una stazione di testa, costruita nel 1850 fuori dalle mura della città, nei pressi della Place du Roi-George. Nel 1871, a seguito dell'annessione dell'Alsazia-Lorena, la stazione fu posta sotto l'autorità della Direzione imperiale generale delle ferrovie di Alsazia-Lorena (EL) per essere integrata nel servizio ferroviario tedesco. Quando questa stazione venne distrutta da un incendio accidentale nel 1872, si decise di costruire una nuova stazione, più grande e più funzionale. Questa costituisce la seconda stazione ferroviaria di Metz, ormai in disuso e per questo oggi nota come Antica stazione di Metz. Il progetto fu affidato a Johann Eduard Jacobsthal, futuro architetto della Stazione di Strasburgo, che realizzò i piani dell'edificio. La struttura fu inaugurata il 17 giugno 1878. All'inizio del XX secolo, con l'aumento del traffico ferroviario, l'amministrazione comunale tedesca decise di sostituire la stazione del 1878 con una stazione più grande. La terza stazione di Metz, attivata nel 1908, è quella ancor'oggi in servizio.

### Costruzione e servizi

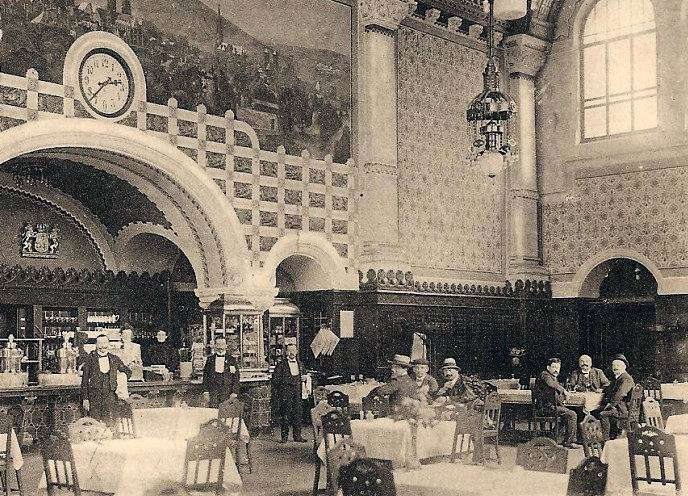
L'area ristoro della stazione, all'inizio del XX secolo.

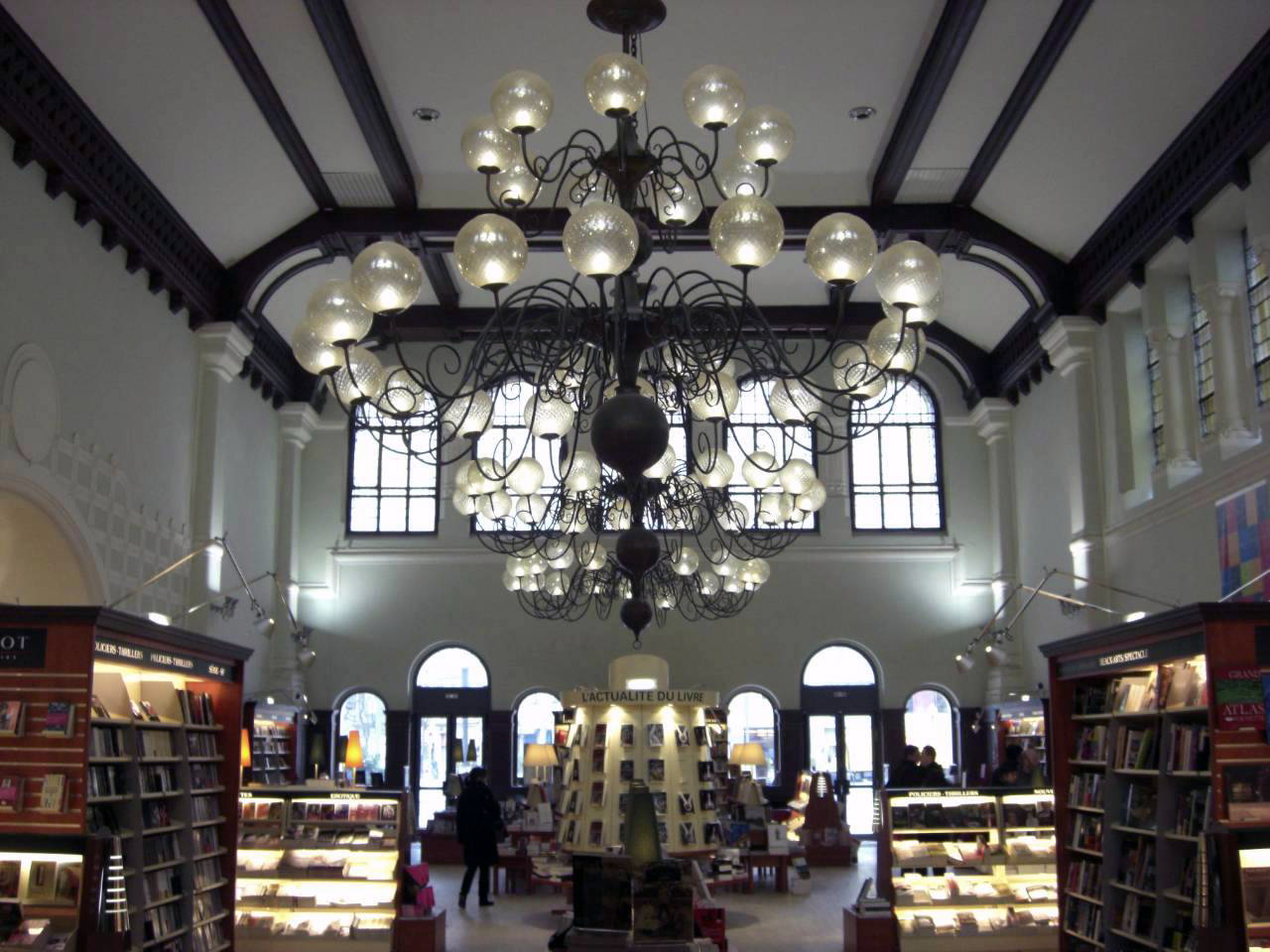
Oggi l'antica area ristoro è diventata la libreria della stazione

Il progetto di costruzione fu affidato all'architetto tedesco Jürgen Kröger. Edificio risolutamente funzionale, la nuova stazione fu progettata per rispondere sia all'accresciuto bisogno ferroviario sia alle esigenze degli utenti. L'edificio per i passeggeri, lungo più di 300 metri e con una torre alta 40, venne costruito tra il 1905 e il 1908 da Jürgen Kröger, coadiuvato da Peter Jürgensen (1873-1954) e Jürgen Bachmann (1872-1951), oltre che dallo scultore Schirmer, in stile neoromanico renano. La decorazione scolpita sulla facciata fu scelta per evocare le conquiste della civiltà e i trionfi dell'Impero tedesco. La stazione venne inaugurata il 17 agosto 1908. Il costo finale dell'opera fu di 21 milioni di marchi d'oro, sebbene i programmi iniziali prevedessero un costo di 2 190 000.

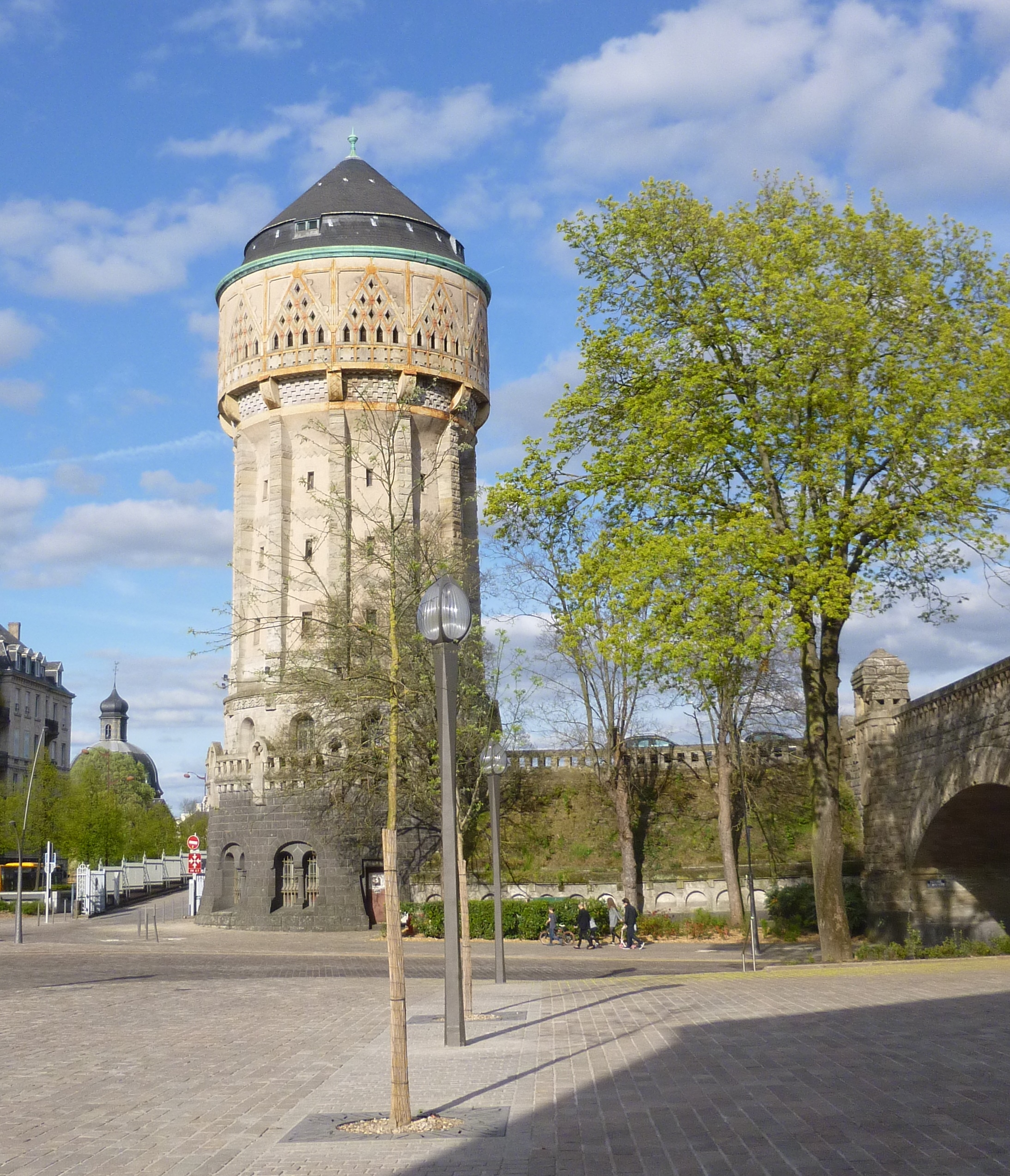
L'antica torre dell'acqua della stazione, che forniva l'acqua per le locomotive a vapore

La funzione iniziale di questa nuova stazione era quella militare. Era infatti il capolinea della linea dei cannoni, una linea ferroviaria strategica che si diramava da Berlino a Metz. Questa era stata pensata per permettere lo spostamento rapido delle truppe tedesche nella regione della Mosella in caso di guerra con la Francia. In questo modo, i tedeschi potevano spostare più di 20 000 uomini al giorno. Furono costruiti molti marciapiedi e numerose corsie, al fine di consentire uno scarico veloce di mezzi e cavalli. In ogni corsia era presente una piattaforma rialzata per i viaggiatori, originariamente pensata per lo sbarco e l'imbarco dei cavalli in maniera tale da porli allo stesso livello dei carri, ed una piattaforma bassa sull'altro lato della corsia, oggi destinata ai servizi, ma originariamente usata per persone e merci. L'alta torre è invece una torre dell'acqua. Dotata di una capacità di 300 m³, era usata per alimentare le locomotive a vapore.

### Sviluppi nel XXI secolo
Tra il 2002 e il 2012 il traffico nella stazione di Metz aumentò del 54%, principalmente per l'arrivo da Parigi dei TGV a partire dal 2006. Al fine di far circolare più treni e di accogliere più passeggeri, la Réseau ferré de France (Rete ferroviaria francese), in accordo con l'amministrazione della Lorena, decise di espandere ulteriormente la stazione, creando due nuove banchine. I lavori di modernizzazione delle piste determinarono un aumento nella cadenza dei viaggi. L'obiettivo, che era quello di aumentare l'offerta di trasporto all'interno del corridoio della Lorena (Nancy - Metz - Thionville - Lussemburgo) e di rafforzare la mobilità transfrontaliera, venne così raggiunto. Ulteriori lavori, per un totale di 133 milioni di euro, furono svolti nel 2015.

## Principali collegamenti ferroviari

### TGV
- Parigi Est - Metz - Thionville - Lussemburgo
- Metz - Nancy - Lione - Marsiglia - Nizza
- Lussemburgo - Metz - Strasburgo - Lione - Marsiglia / Montpellier

### TER
- Nancy - Metz - Thionville - Lussemburgo
- Metz - Forbach - Sarrebruck
- Metz - Rémilly - Béning - Sarreguemines
- Metz - Morhange - Sarrebourg - Strasburgo
- Metz - Longwy - Longuyon - Montmédy - Charleville-Mézières
- Metz - Longwy - Longuyon
- Metz - Bar-le-Duc
- Metz - Jarny - Verdun